# Çınarcık
Çınarcık ist eine Stadt und Hauptort des gleichnamigen Landkreises (İlçe) der türkischen Provinz Yalova. Die Stadt wurde lt. Siegel 1950 zur Belediye (Gemeinde) erhoben und beherbergt 53,1 Prozent der Landkreisbevölkerung. Sie liegt knapp 15 Straßenkilometer westlich der Provinzhauptstadt an der Küste und gliedert sich in fünf Mahalle (Stadtviertel).
Der Landkreis wurde im Juni 1995 aus dem gleichnamigen Bucak des damaligen Kreises Yalova der Provinz Istanbul gebildet. Zur letzten Volkszählung vor der Gebietsreform (1990) hatte der Bucak Çınarcık eine Bevölkerung von 17.290 Einw. (= 15,24 % des damaligen Kreises Yalova), wovon 769 Einw. auf den Verwaltungssitz (Bucak Merkezi) entfielen.
Der Kreis grenzt im Süden an die Provinz Bursa. Neben den vier Städten Çınarcık, Esenköy (3.435), Koru (7.024) und Teşvikiye (2.726 Einw.) bestehen noch vier Dörfer (Köy) mit durchschnittlich 772 Bewohnern. Die Dörfer Çalıca (1.026) und Kocadere (1.268 Einw.) sind die größten. Ende 2020 betrug die Bevölkerungsdichte 194,9 Einw. je km², der städtische Bevölkerungsanteil lag bei 91,11 Prozent.